# Rentarō Mikuni
Rentarō Mikuni (jap. 高倉 健 Mikuni Rentarō; ur. 20 stycznia 1923 w Ōta, zm. 14 kwietnia 2013 w Inagi) – japoński aktor i reżyser filmowy.

## Życiorys
Urodził się 20 stycznia 1923 w Ōta jako Masao Satō (jap. 佐藤 政雄 Satō Masao). Matka Mikuniego zaszła w ciążę w wieku 16 lat będąc w niewoli kontraktowej. Poślubiła elektryka należącego do burakumin, przez co Mikuni w młodości doświadczał uprzedzeń. Nie chciał uczęszczać do szkoły, jednak był do tego zmuszany przez ojczyma, a w przypadku sprzeciwu był przez niego bity. Przerwał naukę na poziomie gimnazjum. W wieku 16 do 20 lat podróżował po Japonii wykonując różne prace, m.in. zmywanie naczyń i tokarstwo. W wieku 20 lat otrzymał wezwanie do odbycia służby wojskowej. Aresztowany przy próbie uniknięcia wcielenia do armii, został odesłany na front w Chinach, gdzie przebywał do 1945 roku. Po powrocie do Japonii i 6 latach wykonywania różnych zajęć został zaproszony do udziału w zdjęciach próbnych w studiu filmowym Shōchiku.
Za pseudonim artystyczny przyjął imię odgrywanej przez siebie postaci ze swojej debiutanckiej roli filmowej w Czarodziejce (1951, reż. Keisuke Kinoshita), za którą otrzymał Nagrodę Błękitnej Wstęgi dla najlepszego debiutu. Po udanej współpracy Kinoshita obsadził Mikuniego w rolach drugoplanowych w kolejnych trzech filmach. Do największych sukcesów Mikuniego w latach 50. należą występy w filmach: Samuraj (1954, reż. Hiroshi Inagaki) oraz Harfa birmańska (1956, reż. Kon Ichikawa). W latach 50. obsadzany był również w niezależnych produkcjach (jap. dokuritsu puro) komunistycznych reżyserów: Tadashiego Imaiego, Satsuo Yamamoto i Miyojiego Iekiego, wówczas marginalizowanych przez studia filmowe za ich aktywność polityczną. Do najbardziej znanych filmów niezależnych tego okresu z udziałem Mikuniego należą Przeklęci bracia (1957, reż. Miyoji Ieki) i Niguruma no uta (1959, reż. Satsuo Yamamoto).
W tracie kariery współpracował również m.in. z takimi reżyserami, jak: Masaki Kobayashi (Harakiri, 1962; Kwaidan, czyli opowieści niesamowite, 1964), Shōhei Imamura (Wyrok należy do nas, 1979; Głębokie pożądanie bogów, 1968), Tomu Uchida (Zbieg z przeszłości, 1965), Mikio Naruse (Żona, 1953), Hiroshi Teshigahara (Rikyū, 1989), Jūzō Itami (Powrót Ryoko, 1988), Masahiro Shinoda (Himiko, 1974).
W 1982 wydał powieść historyczną Shinran: shiroi michi. Na jej podstawie w 1987 wyreżyserował dramat Shinran: Droga ku czystości, za który otrzymał Nagrodę Jury na 40. MFF w Cannes.
Zmarł 14 kwietnia 2013 w Tokio z powodu ostrej niewydolności serca.